# Championnat de France de football 1904 (USFSA)
Navigation
Championnat 1903 Championnat 1905
Le Championnat de France de football USFSA 1904 met aux prises les champions régionaux de l'USFSA.

## Championnat de France

### Participants
Les neuf participants sont les vainqueurs des championnats régionaux :
| Championnat     | Champion                             | Part. | Titres |
| --------------- | ------------------------------------ | ----- | ------ |
| Basse-Normandie | Union sportive des étudiants de Caen | 1er   | 0      |
| Bretagne        | Stade rennais                        | 1er   | 0      |
| Centre-Est      | Sport athlétique sézannais           | 3e    | 0      |
| Littoral        | Olympique de Marseille               | 1er   | 0      |
| Normandie       | Club sportif havrais                 | 1er   | 0      |
| Nord            | Racing Club de Roubaix               | 3e    | 2      |
| Paris           | United Sports Club                   | 5e    | 0      |
| Picardie        | Amiens Athlétic Club                 | 2e    | 0      |
| Sud-Ouest       | Burdiglia (club de Bordeaux)         | 1er   | 0      |

Le Cercle Sportif du Stade Lorrain (champion de Lorraine en avril) et Football Club de Lyon (champion du Lyonnais) ne participent pas au championnat national.

### Tableau
Calendrier :
|  | Tour préliminaire | Tour préliminaire                                | Tour préliminaire      | Tour préliminaire      |            |   | Quarts de finale      | Quarts de finale      | Quarts de finale      | Quarts de finale      |  |  | Demi-finales        | Demi-finales        | Demi-finales        | Demi-finales        |  |  | Finale               | Finale               | Finale               | Finale               |
|  |                   |                                                  |                        |                        |            |   |                       |                       |                       |                       |  |  |                     |                     |                     |                     |  |  |                      |                      |                      |                      |
|  | 13 mars 1904      | 13 mars 1904                                     | 13 mars 1904           | 13 mars 1904           |            |   | 20 mars 1904, Roubaix | 20 mars 1904, Roubaix | 20 mars 1904, Roubaix | 20 mars 1904, Roubaix |  |  | 27 mars 1904, Paris | 27 mars 1904, Paris | 27 mars 1904, Paris | 27 mars 1904, Paris |  |  | 17 avril 1904, Lille | 17 avril 1904, Lille | 17 avril 1904, Lille | 17 avril 1904, Lille |
|  | RC Roubaix        | RC Roubaix                                       | 9                      | 9                      |            |   | 20 mars 1904, Roubaix | 20 mars 1904, Roubaix | 20 mars 1904, Roubaix | 20 mars 1904, Roubaix |  |  | 27 mars 1904, Paris | 27 mars 1904, Paris | 27 mars 1904, Paris | 27 mars 1904, Paris |  |  | 17 avril 1904, Lille | 17 avril 1904, Lille | 17 avril 1904, Lille | 17 avril 1904, Lille |
|  | RC Roubaix        | RC Roubaix                                       | 9                      | 9                      |            |   | 20 mars 1904, Roubaix | 20 mars 1904, Roubaix | 20 mars 1904, Roubaix | 20 mars 1904, Roubaix |  |  | 27 mars 1904, Paris | 27 mars 1904, Paris | 27 mars 1904, Paris | 27 mars 1904, Paris |  |  | 17 avril 1904, Lille | 17 avril 1904, Lille | 17 avril 1904, Lille | 17 avril 1904, Lille |
|  | Amiens AC         | Amiens AC                                        | 1                      | 1                      |            |   | 20 mars 1904, Roubaix | 20 mars 1904, Roubaix | 20 mars 1904, Roubaix | 20 mars 1904, Roubaix |  |  | 27 mars 1904, Paris | 27 mars 1904, Paris | 27 mars 1904, Paris | 27 mars 1904, Paris |  |  | 17 avril 1904, Lille | 17 avril 1904, Lille | 17 avril 1904, Lille | 17 avril 1904, Lille |
|  | Amiens AC         | Amiens AC                                        | 1                      | 1                      | RC Roubaix |   |                       |                       |                       |                       |  |  | 27 mars 1904, Paris | 27 mars 1904, Paris | 27 mars 1904, Paris | 27 mars 1904, Paris |  |  | 17 avril 1904, Lille | 17 avril 1904, Lille | 17 avril 1904, Lille | 17 avril 1904, Lille |
|  |                   |                                                  |                        |                        |            |   |                       |                       |                       |                       |  |  | 27 mars 1904, Paris | 27 mars 1904, Paris | 27 mars 1904, Paris | 27 mars 1904, Paris |  |  | 17 avril 1904, Lille | 17 avril 1904, Lille | 17 avril 1904, Lille | 17 avril 1904, Lille |
|  |                   |                                                  | CS havrais             | CS havrais             | f          | f |                       |                       |                       |                       |  |  | 27 mars 1904, Paris | 27 mars 1904, Paris | 27 mars 1904, Paris | 27 mars 1904, Paris |  |  | 17 avril 1904, Lille | 17 avril 1904, Lille | 17 avril 1904, Lille | 17 avril 1904, Lille |
|  |                   |                                                  |                        |                        | f          | f |                       |                       |                       |                       |  |  | 27 mars 1904, Paris | 27 mars 1904, Paris | 27 mars 1904, Paris | 27 mars 1904, Paris |  |  | 17 avril 1904, Lille | 17 avril 1904, Lille | 17 avril 1904, Lille | 17 avril 1904, Lille |
|  |                   | 20 mars 1904, Laval                              |                        |                        |            |   |                       |                       |                       |                       |  |  | 27 mars 1904, Paris | 27 mars 1904, Paris | 27 mars 1904, Paris | 27 mars 1904, Paris |  |  | 17 avril 1904, Lille | 17 avril 1904, Lille | 17 avril 1904, Lille | 17 avril 1904, Lille |
|  |                   |                                                  |                        |                        |            |   |                       |                       |                       |                       |  |  | 27 mars 1904, Paris | 27 mars 1904, Paris | 27 mars 1904, Paris | 27 mars 1904, Paris |  |  | 17 avril 1904, Lille | 17 avril 1904, Lille | 17 avril 1904, Lille | 17 avril 1904, Lille |
|  | RC Roubaix        | RC Roubaix                                       | 12                     | 12                     |            |   |                       |                       |                       |                       |  |  |                     |                     |                     |                     |  |  | 17 avril 1904, Lille | 17 avril 1904, Lille | 17 avril 1904, Lille | 17 avril 1904, Lille |
|  | RC Roubaix        | RC Roubaix                                       | 12                     | 12                     |            |   |                       |                       |                       |                       |  |  |                     |                     |                     |                     |  |  | 17 avril 1904, Lille | 17 avril 1904, Lille | 17 avril 1904, Lille | 17 avril 1904, Lille |
|  |                   |                                                  | Stade rennais          | Stade rennais          | 1          | 1 |                       |                       |                       |                       |  |  |                     |                     |                     |                     |  |  | 17 avril 1904, Lille | 17 avril 1904, Lille | 17 avril 1904, Lille | 17 avril 1904, Lille |
|  |                   |                                                  |                        |                        | 1          | 1 |                       |                       |                       |                       |  |  |                     |                     |                     |                     |  |  | 17 avril 1904, Lille | 17 avril 1904, Lille | 17 avril 1904, Lille | 17 avril 1904, Lille |
|  |                   | 10 avril 1904, Lyon                              |                        |                        |            |   |                       |                       |                       |                       |  |  |                     |                     |                     |                     |  |  | 17 avril 1904, Lille | 17 avril 1904, Lille | 17 avril 1904, Lille | 17 avril 1904, Lille |
|  |                   |                                                  |                        |                        |            |   |                       |                       |                       |                       |  |  |                     |                     |                     |                     |  |  | 17 avril 1904, Lille | 17 avril 1904, Lille | 17 avril 1904, Lille | 17 avril 1904, Lille |
|  | Stade rennais     | Stade rennais                                    | 1                      | 1                      |            |   |                       |                       |                       |                       |  |  |                     |                     |                     |                     |  |  | 17 avril 1904, Lille | 17 avril 1904, Lille | 17 avril 1904, Lille | 17 avril 1904, Lille |
|  | Stade rennais     | Stade rennais                                    | 1                      | 1                      |            |   |                       |                       |                       |                       |  |  |                     |                     |                     |                     |  |  | 17 avril 1904, Lille | 17 avril 1904, Lille | 17 avril 1904, Lille | 17 avril 1904, Lille |
|  |                   |                                                  | US étudiants de Caen   | US étudiants de Caen   | 0          | 0 |                       |                       |                       |                       |  |  |                     |                     |                     |                     |  |  | 17 avril 1904, Lille | 17 avril 1904, Lille | 17 avril 1904, Lille | 17 avril 1904, Lille |
|  |                   |                                                  |                        |                        | 0          | 0 |                       |                       |                       |                       |  |  |                     |                     |                     |                     |  |  | 17 avril 1904, Lille | 17 avril 1904, Lille | 17 avril 1904, Lille | 17 avril 1904, Lille |
|  |                   | 20 mars 1904, Suresnes                           |                        |                        |            |   |                       |                       |                       |                       |  |  |                     |                     |                     |                     |  |  | 17 avril 1904, Lille | 17 avril 1904, Lille | 17 avril 1904, Lille | 17 avril 1904, Lille |
|  |                   |                                                  |                        |                        |            |   |                       |                       |                       |                       |  |  |                     |                     |                     |                     |  |  | 17 avril 1904, Lille | 17 avril 1904, Lille | 17 avril 1904, Lille | 17 avril 1904, Lille |
|  | RC Roubaix        | RC Roubaix                                       | 4                      | 4                      |            |   |                       |                       |                       |                       |  |  |                     |                     |                     |                     |  |  |                      |                      |                      |                      |
|  | RC Roubaix        | RC Roubaix                                       | 4                      | 4                      |            |   |                       |                       |                       |                       |  |  |                     |                     |                     |                     |  |  |                      |                      |                      |                      |
|  |                   |                                                  | United SC              | United SC              | 2          | 2 |                       |                       |                       |                       |  |  |                     |                     |                     |                     |  |  |                      |                      |                      |                      |
|  |                   |                                                  |                        |                        | 2          | 2 |                       |                       |                       |                       |  |  |                     |                     |                     |                     |  |  |                      |                      |                      |                      |
|  |                   |                                                  |                        |                        |            |   |                       |                       |                       |                       |  |  |                     |                     |                     |                     |  |  |                      |                      |                      |                      |
|  |                   |                                                  |                        |                        |            |   |                       |                       |                       |                       |  |  |                     |                     |                     |                     |  |  |                      |                      |                      |                      |
|  | United SC         | United SC                                        | 8                      | 8                      |            |   |                       |                       |                       |                       |  |  |                     |                     |                     |                     |  |  |                      |                      |                      |                      |
|  | United SC         | United SC                                        | 8                      | 8                      |            |   |                       |                       |                       |                       |  |  |                     |                     |                     |                     |  |  |                      |                      |                      |                      |
|  |                   |                                                  | SA sézannais           | SA sézannais           | 0          | 0 |                       |                       |                       |                       |  |  |                     |                     |                     |                     |  |  |                      |                      |                      |                      |
|  |                   |                                                  |                        |                        | 0          | 0 |                       |                       |                       |                       |  |  |                     |                     |                     |                     |  |  |                      |                      |                      |                      |
|  |                   | 20 mars 1904, Bordeaux / 27 mars 1904, Marseille |                        |                        |            |   |                       |                       |                       |                       |  |  |                     |                     |                     |                     |  |  |                      |                      |                      |                      |
|  |                   |                                                  |                        |                        |            |   |                       |                       |                       |                       |  |  |                     |                     |                     |                     |  |  |                      |                      |                      |                      |
|  | United SC         | United SC                                        | 4                      | 4                      |            |   |                       |                       |                       |                       |  |  |                     |                     |                     |                     |  |  |                      |                      |                      |                      |
|  | United SC         | United SC                                        | 4                      | 4                      |            |   |                       |                       |                       |                       |  |  |                     |                     |                     |                     |  |  |                      |                      |                      |                      |
|  |                   |                                                  | Olympique de Marseille | Olympique de Marseille | 0          | 0 |                       |                       |                       |                       |  |  |                     |                     |                     |                     |  |  |                      |                      |                      |                      |
|  |                   |                                                  |                        |                        | 0          | 0 |                       |                       |                       |                       |  |  |                     |                     |                     |                     |  |  |                      |                      |                      |                      |
|  |                   |                                                  |                        |                        |            |   |                       |                       |                       |                       |  |  |                     |                     |                     |                     |  |  |                      |                      |                      |                      |
|  |                   |                                                  |                        |                        |            |   |                       |                       |                       |                       |  |  |                     |                     |                     |                     |  |  |                      |                      |                      |                      |
|  | Burdiglia         | Burdiglia                                        | 2                      | 0                      |            |   |                       |                       |                       |                       |  |  |                     |                     |                     |                     |  |  |                      |                      |                      |                      |
|  | Burdiglia         | Burdiglia                                        | 2                      | 0                      |            |   |                       |                       |                       |                       |  |  |                     |                     |                     |                     |  |  |                      |                      |                      |                      |
|  |                   |                                                  | Olympique de Marseille | Olympique de Marseille | 2          | 2 |                       |                       |                       |                       |  |  |                     |                     |                     |                     |  |  |                      |                      |                      |                      |
|  |                   |                                                  |                        |                        | 2          | 2 |                       |                       |                       |                       |  |  |                     |                     |                     |                     |  |  |                      |                      |                      |                      |
|  |                   |                                                  |                        |                        |            |   |                       |                       |                       |                       |  |  |                     |                     |                     |                     |  |  |                      |                      |                      |                      |
|  |                   |                                                  |                        |                        |            |   |                       |                       |                       |                       |  |  |                     |                     |                     |                     |  |  |                      |                      |                      |                      |
|  |                   |                                                  |                        |                        |            |   |                       |                       |                       |                       |  |  |                     |                     |                     |                     |  |  |                      |                      |                      |                      |
|  |                   |                                                  |                        |                        |            |   |                       |                       |                       |                       |  |  |                     |                     |                     |                     |  |  |                      |                      |                      |                      |

### Tour préliminaire
L'Amiens Athletic Club, champion de Picardie, reçoit le Racing Club roubaisien, champion du Nord. L'Auto ne donne aucune chance aux Amiénois, d'autant plus que l'équipe 2 du RC roubaisien a déjà battu deux fois l'Amiens AC dans la saison. Malgré l'ouverture du score de l'Amiens AC et une partie équilibrée pendant les dix premières minutes, le RC roubaisien l'emporte comme attendu sans difficulté par neuf buts à un.
| Tour préliminaire             | Amiens AC                                                                                               | 1 – 9   | RC roubaisien                                                                                                   |                                                                         |                                                                         |
| Dimanche 13 mars 1904 14 h 30 | | (1 – 3) | | Vélodrome, Amiens Arbitrage : M. Dubois (Académie des arbitres du Nord) | Vélodrome, Amiens Arbitrage : M. Dubois (Académie des arbitres du Nord) |
| Dimanche 13 mars 1904 14 h 30 | Sauvage - Barbion, Beaumont - Papillon, Leclerc, Alexandre - Warburton, Mellos, Dumont, Poiré, Mathieu, | Équipes | A. Renaux – C. Renaux, E. Nys – Dubrulle, A. Dubly, J. Dubly – Sartorius, Malfait, François, Jenicot, Hargraeve | Vélodrome, Amiens Arbitrage : M. Dubois (Académie des arbitres du Nord) | Vélodrome, Amiens Arbitrage : M. Dubois (Académie des arbitres du Nord) |

### Quarts de finale
- 20 mars 1904[4]
  - À Suresnes. United Sports Club 8-0 Sport Athlétique Sézannais
  - À Roubaix. RC Roubaix - Club Sportif Havrais (forfait du Havre)
  - À Bordeaux. Olympique de Marseille 2-2 Burdigala Bordeaux (match à rejouer)
  - À Laval. Stade rennais 1-0 Association Sportive des Étudiants de Caen
  - À Marseille. Olympique de Marseille 2-0 Burdigalia Bordeaux (match rejoué ; 27 mars)

### Demi-finales
- 27 mars 1904
  - À Paris. RC Roubaix 12-1 Stade rennais

- 10 avril 1904[5], 
  - À Lyon. United Sports Club 4-0 Olympique de Marseille

### Finale

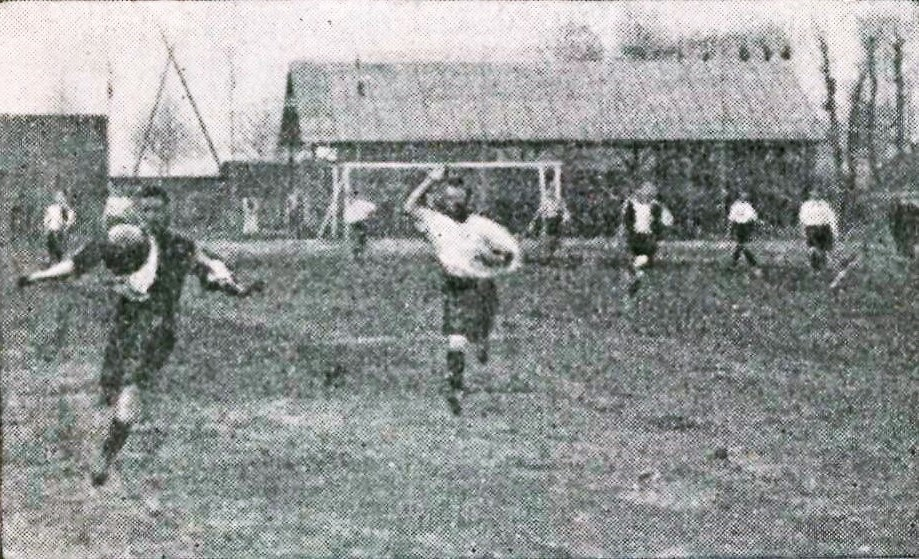
Action de jeu lors de la finale du championnat de France 1904.

La finale a lieu le dimanche 17 avril 1904. L'United SC mène par deux buts à zéro après 20 minutes grâce à des buts de Senn et Marsh, mais perd par quatre buts à deux.
| Finale                 | RC roubaisien | 4 – 2   | United SC |                                                               |                                                               |
| Dimanche 17 avril 1904 | Dubrulle [réf. nécessaire] · Hargrave [réf. nécessaire] · Jenicot 60e · François 89e                                                                                | (2 – 2) | Senn · Marsh | Terrain de l'Iris Club lillois, Lille Arbitrage : J. Mac Evoy | Terrain de l'Iris Club lillois, Lille Arbitrage : J. Mac Evoy |
| Dimanche 17 avril 1904 | [ 6 ] |         | | Terrain de l'Iris Club lillois, Lille Arbitrage : J. Mac Evoy | Terrain de l'Iris Club lillois, Lille Arbitrage : J. Mac Evoy |
| Dimanche 17 avril 1904 | A. Renaux – George Scott, Maurice Dubly – Jean Dubrulle, Léon Dubly, Albert Dubly – Henri Perche, Jenicot, A. François, C. Renaux, George Hargrave[réf. nécessaire] | Équipes | Henri Wynn – Aubry Wynn, Alfred Gindrat – Eugène Nicolaï, F. Mallet, H. Bone – Mainwarning, M. Senn, E. Marsh, H. Granvillers[réf. nécessaire] | Terrain de l'Iris Club lillois, Lille Arbitrage : J. Mac Evoy | Terrain de l'Iris Club lillois, Lille Arbitrage : J. Mac Evoy |